# Luis Flores
Luis Flores (18 de juliol de 1961) és un exfutbolista mexicà.

## Selecció de Mèxic
Va formar part de l'equip mexicà a la Copa del Món de 1986.